# Де Лео, Эмилио
Эмилио Де Лео (итал. Emilio De Leo; 18 января 1978, Кава-де-Тиррени, Италия) — итальянский футболльный тренер.

## Биография
В самом начале своей тренерской карьеры выиграл с юношеской командой «Кавезе» турнир Lega Pro, одержав 24 победы в 24 матчах с разницей мячей 176:6. Затем работал ассистентом у Синиши Михайловича во многих его клубах, а также в сборной Сербии.
Окончил известную итальянскую тренерскую школу Коверчано.
13 января 2025 года Эмилио Де Лео был назначен на пост главного тренера сборной Мальты.